# Flavier
Die Flavier waren ein römisches Herrschergeschlecht. Als Flavier können grundsätzlich auch alle anderen Träger des römischen Namens Flavius (zu lateinisch flavus ‚blond, gelb‘)  bezeichnet werden.

## Die flavischen Kaiser (69–96 n. Chr.)
Das Haus der Flavier stellte von 69 bis 96 drei römische Kaiser:
- Titus Flavius Vespasianus (kurz Vespasian)
- Titus Flavius Vespasianus (kurz Titus), der ältere Sohn
- Titus Flavius Domitianus (kurz Domitian), der jüngere Sohn

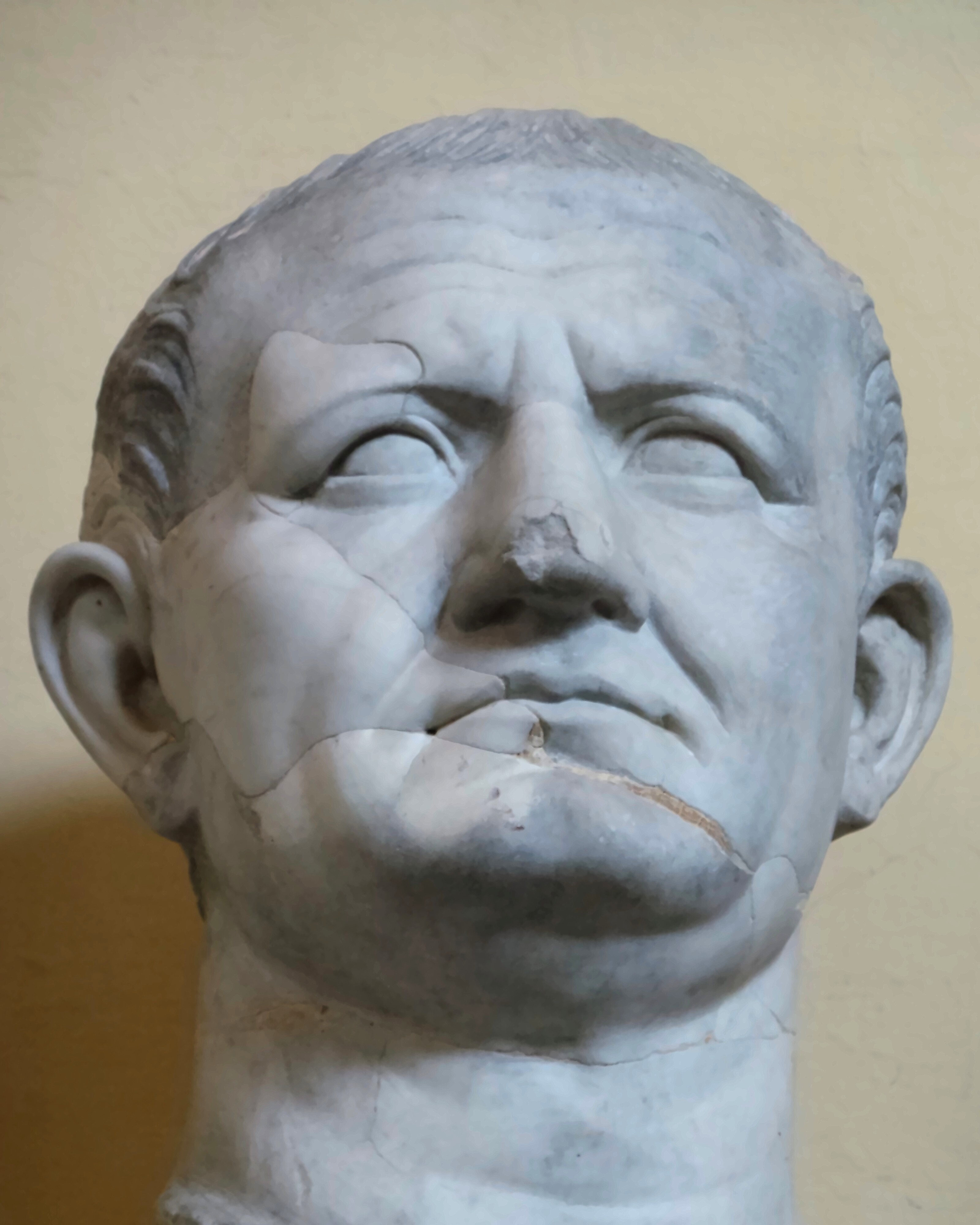
Titus Flavius Vespasianus, genannt Vespasian (69–79)
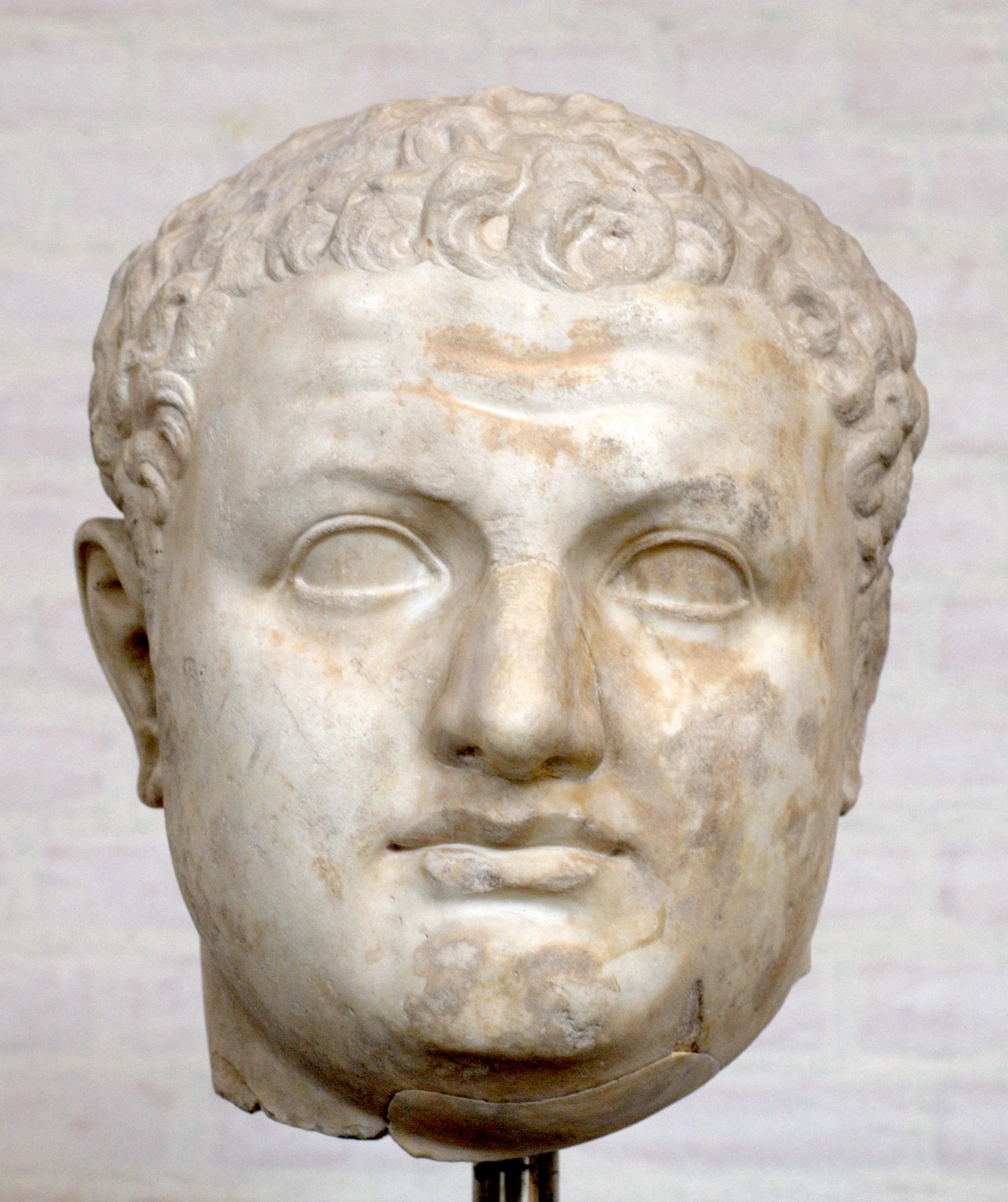
Titus Flavius Vespasianus, genannt Titus (79–81)
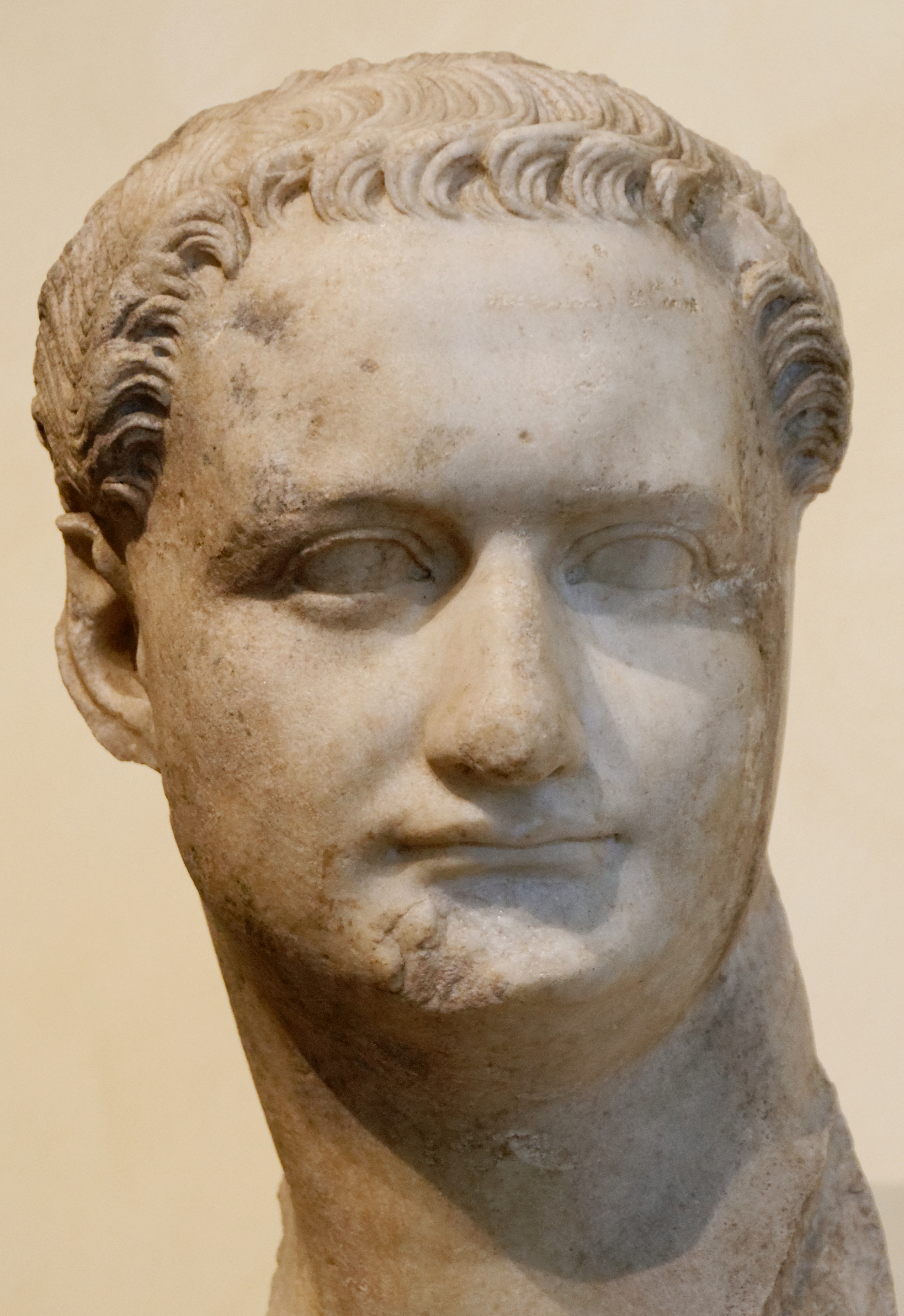
Titus Flavius Domitianus (81–96)

Die Herrschaft der Dynastie endete mit der Ermordung Domitians am 18. September 96. Ihm folgte Marcus Cocceius Nerva als Herrscher.

Die territoriale Situation des Imperii Romani zur Zeit des Übergangs auf das flavische Herrscherhaus.

Die Flavier entstammten nicht wie die bisherigen römischen Kaiser der alten Senatsaristokratie, sondern einer italischen Ritterfamilie aus Latium. Erst Vespasian war der Aufstieg zum Konsul und damit die Aufnahme in die Reichsaristokratie geglückt. Trotz ihrer insgesamt nur 27-jährigen Herrschaft prägten sie das römische Reich nachhaltig und legten den Grundstein für die größte Ausdehnung des Reiches in der Geschichte, die unter ihrem mittelbaren Nachfolger, dem Adoptivkaiser Trajan, zustande kam, dessen politischer Werdegang durch flavisches Vorbild maßgeblich geprägt wurde.
Besonders Vespasian sanierte nach der Herrschaft Neros das finanziell marode und von Korruption destabilisierte Staatswesen und konnte auch außenpolitisch weitreichende Konsolidierung erzielen. Sein Sohn Titus setzte die erfolgreiche Politik seines Vaters fort und vollendete während seiner Amtszeit den von Vespasian begonnenen Bau des berühmten Kolosseums (Amphitheatrum Flavium). Die Beurteilung des letzten Flavier-Kaisers Domitian ist heute umstritten. Auch er setzte das flavische Talent zur Verwaltung und Organisation gewinnbringend ein, geriet aber durch seinen autoritären Herrscherstil mehr und mehr in Konflikt mit dem römischen Senat und der Aristokratie, was schließlich zu seiner Ermordung führte.

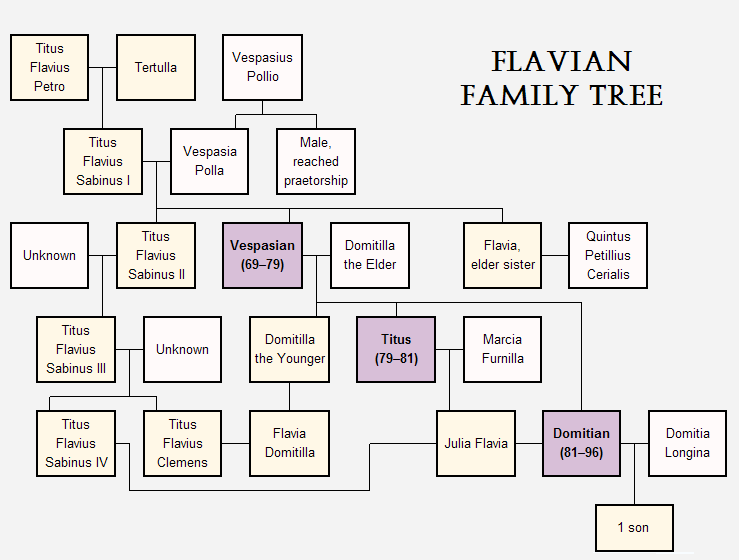
Familienstammbaum der flavianischen Dynastie, die zwischen 69 und 96 n. Chr. das Römische Reich regierte.

## Der Name Flavius in späterer Zeit
Da die flavischen Kaiser viele Sklaven freiließen und Bürgerrechte verliehen, was stets zur Übernahme des Gentilnomens „Flavius“ durch die Begünstigten führte, blieb „Flavius“ in den folgenden Jahrhunderten ein recht häufiger Bestandteil römischer Namen.
Unter Flavius Valerius Constantinus, der ebenfalls diesen Namen trug, wurde der Name Flavius geradezu zu einem Bestandteil des Herrschertitels. Die Konstantinische Dynastie wird deshalb auch als Zweite flavische Dynastie oder, vor allem im englischen Sprachraum, als Dynastie der Neo-Flavier bezeichnet. Vom 4. bis 6. Jahrhundert trugen zudem nicht nur fast alle weiteren Kaiser, sondern auch die meisten Amtsträger in kaiserlichen Diensten den Namen Flavius, der sich somit in der Spätantike praktisch zu einem Titel entwickelt hatte, der ein Nahverhältnis zum Kaiser demonstrierte. Wahrscheinlich hatte man seit dem 4. Jahrhundert das Recht, sein Gentilnomen beim Erreichen einer bestimmten Karrierestufe durch Flavius zu ersetzen.

## Benennungen
Der Asteroid des inneren Hauptgürtels (2588) Flavia wurde nach den Flaviern benannt.